# Copa INDES
La Copa INDES, antes Copa El Salvador , es el campeonato nacional de fútbol, Parte de las copas nacionales del fútbol Salvadoreño en el que participan los equipos de las tres divisiones profesionales pertenecientes a la Federación Salvadoreña de Fútbol, y que es organizado por el Instituto Nacional de los Deportes de El Salvador. Los dos torneos anteriores de la Copa El Salvador fueron dirigidos por el Directorio de la Liga Pepsi de El Salvador. El campeonato está planificado para celebrarse durante los torneos de Apertura y Clausura de las tres divisiones profesionales correspondientes a una temporada regular (entre verano y verano boreales). Como antecedente de este evento en El Salvador existió la Copa Presidente, un torneo que igualmente acogía a equipos de las tres divisiones profesionales pero que enfrentó dificultades de organización y se celebró únicamente en tres oportunidades.
El presidente del Instituto Nacional de los Deportes de El Salvador (INDES), Yamil Bukele, ha revelado que regresa la Copa INDES (anteriormente conocida como Copa Presidente o Copa El Salvador) para este 2025, con una estructura renovada que incluirá equipos de la Primera, Segunda y Tercera División. En una entrevista reciente en el programa El Gráfico TV, Bukele confirmó que el torneo será largo y abarcará varias divisiones del fútbol salvadoreño, lo que permitirá mayor inclusión y competencia entre equipos de diferentes categorías. "Sí, será un torneo largo, que incluirá equipos de la Segunda, Tercera y Primera División", explicó Bukele. 

## Sistema de competición[5]

### Participantes
Clasifican automáticamente los doce equipos pertenecientes a la Primera División, así como doce equipos pertenecientes a la Segunda División y doce de la Tercera División, siendo los representantes de estas dos últimas designados por sus respectivos Directorios de Liga de conformidad a los criterios de calidad y seguridad de sus escenarios deportivos definidos por la FESFUT.
Los 36 equipos en total clasificados serán divididos en doce grupos de tres integrantes cada uno, debiendo ser estos de distintas divisiones y teniendo como criterio de agrupación la afinidad geográfica (Occidente, Centro y Oriente) de la sede de los equipos (en Segunda y Tercera División los equipos están agrupados igualmente por esta afinidad con el objetivo de facilitar su traslado en los juegos de visitante).

### Jugadores
Participan con cada equipo los jugadores que estos hayan inscrito en su respectiva liga, al desinscribir a alguno de estos en los torneos de liga este queda automáticamente desinscrito de la copa con dicho equipo. Es importante señalar que al realizarse la competición entre dos torneos cortos, las plantillas de los equipos pueden sufrir cambios en el intermedio de ambos.
La Comisión Organizadora estableció igualmente en las bases de competencia que es obligatorio para los equipos de Primera División alinear en cada partido un número no menor a 3 jugadores de su categoría de reservas y como mínimo a 6 jugadores de su categoría mayor salvo compromisos internacionales con el objetivo de hacer competitivo el torneo.

### Fase de grupos
Los tres equipos de cada grupo se enfrentarán en un sistema de todos contra todos a visita recíproca según calendario definido por sorteo dando como resultado seis jornadas y cuatro partidos disputados por cada equipo durante esta fase. Al finalizar, clasificarán a la siguiente ronda los equipos que terminen en primer lugar de cada grupo de conformidad a la asignación de tres puntos por cada victoria, un punto por cada empate y ningún punto por cada derrota; seguido de ello los cuatro mejores segundos lugares clasificarán por la mayor cantidad de puntos obtenidos en sus respectivos grupos. En los casos de empates en puntos se tendrá por criterio de desempate la mayor diferencia de goles entre todos los partidos disputados, seguido por la mayor cantidad de goles anotados en todos los partidos disputados, en caso de persistir el empate en el primer lugar de un grupo, éste se definirá mediante la serie particular entre los dos equipos, y si esta serie continuara empatada o no fuese para definir el primer lugar de grupo se hará un sorteo entre los equipos implicados.

### Fase final
Los 16 equipos clasificados serán emparejados mediante sorteo para dar inicio a una fase de eliminación directa con visita recíproca en la cual clasificarán los equipos que obtenga la victoria en el resultado global de su serie particular, siendo el único criterio de desempate los lanzamientos desde el punto penal. Los últimos dos equipos de las series de eliminación directa se enfrentarán en una final a único partido en campo neutral convenido entre la Comisión Organizadora y los equipos participantes.

## Historial
Únicamente Santa Tecla ha conseguido alzarse con el título de Copa INDES a lo largo de su corta historia, siendo el único que ha participado en más de una final Santa Tecla. De momento no ha podido alzar el título un equipo de división inferior.
| Año                              | Campeón                          | Resultado                        | Subcampeón                       | Notas                                                 |
| Copa Claro / INDES / El Salvador | Copa Claro / INDES / El Salvador | Copa Claro / INDES / El Salvador | Copa Claro / INDES / El Salvador | Copa Claro / INDES / El Salvador                      |
| -------------------------------- | -------------------------------- | -------------------------------- | -------------------------------- | ----------------------------------------------------- |
| 2016-17                          | Santa Tecla La Libertad          | 1 - 0                            | FAS Santa Ana                    | El torneo se extendió 6 meses más de lo previsto      |
| 2018-19                          | Santa Tecla La Libertad          | 1 - 0                            | Audaz San Vicente                | Santa Tecla primer y unico equipo con más de una copa |
| Copa INDES                       |                                  |                                  |                                  |                                                       |
| 2025                             |                                  |                                  |                                  |                                                       |

     Nombre oficial del torneo.

## Títulos por equipo
| Equipo      | Títulos | Subcampeón | Años campeón          | Años subcampeón |
| ----------- | ------- | ---------- | --------------------- | --------------- |
| Santa Tecla | 2       | -          | 2016-2017 y 2018-2019 |                 |
| FAS         | -       | 1          |                       | 2016-2017       |
| Audaz       | -       | 1          |                       | 2018-2019       |